# Double Oak
Double Oak es un pueblo ubicado en el condado de Denton en el estado estadounidense de Texas. En el Censo de 2010 tenía una población de 2.867 habitantes y una densidad poblacional de 446,89 personas por km².

## Geografía
Double Oak se encuentra ubicado en las coordenadas 33°3′45″N 97°6′27″O / 33.06250, -97.10750. Según la Oficina del Censo de los Estados Unidos, Double Oak tiene una superficie total de 6.42 km², de la cual 6.32 km² corresponden a tierra firme y (1.49%) 0.1 km² es agua.

## Demografía
Según el censo de 2010, había 2.867 personas residiendo en Double Oak. La densidad de población era de 446,89 hab./km². De los 2.867 habitantes, Double Oak estaba compuesto por el 93.2% blancos, el 1.43% eran afroamericanos, el 1.6% eran amerindios, el 1.22% eran asiáticos, el 0% eran isleños del Pacífico, el 1.29% eran de otras razas y el 1.26% pertenecían a dos o más razas. Del total de la población el 5.51% eran hispanos o latinos de cualquier raza.

## Educación
El Distrito Escolar Independiente de Lewisville gestiona escuelas públicas.